# Glamanand Supermodel India
Glamanand Supermodel India es un concurso de belleza nacional en la India que selecciona anualmente a una representante para competir en Miss Universo y Miss Grand Internacional. El concurso también selecciona representantes para Miss Multinacional, un concurso internacional organizado por el grupo Glamanand.
Nikhil Anand, el fundador y director ejecutivo del Grupo Glamanand, se desempeña como uno de los directores nacionales.
La actual Glamanand Supermodel India 2023 (Miss Grand India) es Arshina Sumbul, quien fue coronada por la titular saliente, Praachi Nagpal.

## Historia
Las representantes de India al concurso de belleza Miss Internacional fueron seleccionadas inicialmente a través del concurso Eve's Weekly Miss India, desde su inicio en 1960, hasta el año 1988.
Desde el año 1991, Femina Miss India ha enviado representantes indias para competir en Miss Internacional, logrando producir dos primeras finalistas y una segunda finalista. El último puesto más alto logrado por la representante de Femina Miss India en Miss Internacional fue alcanzado por Shonali Nagrani, quien fue coronada como primera finalista en Miss Internacional 2003. The Times Group dejó la franquicia de Miss Internacional en 2015. La última representante de la Organización Miss India en Miss Internacional fue Jhataleka Malhotra en 2014.
El Grupo Glamanand adquirió los derechos para enviar delegadas de la India a Miss Internacional en el año 2015. La primera edición de este concurso se llevó a cabo el 4 de noviembre de 2015 en el Hotel Courtyard Marriott, en Nueva Delhi. Supriya Aiman se convirtió en la primera delegada en ganar el título de Glamanand Miss Internacional India. Desde 2015 hasta 2022, Glamanand Supermodel India ha sido responsable de la selección de Miss Internacional India.

## Ganadoras
| Año  | Ganadoras | Finalista                                                     | Posición de la India |
| ---- | --- | ------------------------------------------------------------- | --- |
| 2023 | Miss Grand India Arshina Sumbul Miss Turismo India Sophiya Singh | Finalista Rajashree Dowarah                                   | Miss Grand Internacional 2023 Arshina Sumbul (Top 20) |
| 2022 | Miss Internacional India Kashish Methwani Miss Grand India Praachi Nagpal | 1.ª finalista Jigyasa Sharma 2.ª finalista Arshina Sumbul     | Miss Grand Internacional 2022 Praachi Nagpal (No clasificó)                                                                                                 |
| 2021 | Miss International India Zoya Afroz Miss Multinational India Divija Gambhir Miss Globe India Tanya Sinha Miss Turismo India Asmita Chakraborty                                                      | Finalista Anisha Sharma                                       | Miss Internacional 2022 Zoya Afroz (No clasificó) Miss Multinacional 2024 Divija Gambhir (Por competir)                                                     |
| 2020 | Miss Grand India Simran Sharma (Designada) |                                                               | Miss Grand Internacional 2020 Simran Sharma (No clasificó)                                                                                                  |
| 2019 | Miss Internacional India Simrithi Bathija Miss Multinacional India Tanvi Malhara | 1.ª finalista Trisha Shetty 2.ª finalista Aparna Jha          | Miss Internacional 2019 Simrithi Bathija (No clasificó) Miss Multinacional 2023 Tanvi Malhara (-)                                                           |
| 2018 | Miss Internacional India Tanishqa Bhosale Miss Multinacional India Deepshikha Sharma (Destituida) Simran Sharma (Designada) Miss Tierra India Devika Vaid (No compitió) Nishi Bharadwaj (Designada) | Finalista Shweta Parmar                                       | Miss Internacional 2018 Tanishqa Bhosale (No clasificó) Miss Multinacional 2018 Simran Sharma (Top 9) Miss Tierra 2018 Nishi Bharadwaj (No clasificó)       |
| 2017 | Miss Internacional India Ankita Kumari Miss Multinacional India Shefali Sharma Miss Turismo India Ishika Taneja                                                                                     |                                                               | Miss Internacional 2017 Ankita Kumari (No clasificó) Miss Multinacional 2017 Shefali Sharma (2.ª finalista) Miss Turismo Mundo Ishika Taneja (No clasificó) |
| 2015 | Miss Internacional India Supriya Aiman Miss Tierra India Aaital Khosla Miss Turismo India Sneha Jagiasi                                                                                             | 1.ª finalista Vaishnavi Patwardhan 2.ª finalista Jolly Rathod | Miss Internacional 2015 Supriya Aiman (No clasificó) Miss Tierra 2015 Aaital Khosla (No clasificó)                                                          |

## Representación internacional

### Miss Grand Internacional
: Declarada como ganadora
     : Terminó como finalista
     : Terminó como una de las semifinalistas o cuartofinalistas
     : Terminó como ganadora de premios especiales
| Año  | Miss Grand India | Estado    | Posición en Miss Grand Internacional | Premios especiales                                                     | Ref. |
| ---- | ---------------- | --------- | ------------------------------------ | ---------------------------------------------------------------------- | ---- |
| 2023 | Arshina Sumbul   | Rayastán  | Top 20                               | - Mejor Traje Nacional (Top 20) - Country's Power of the Year (Top 20) |      |
| 2022 | Praachi Nagpal   | Telangana | No clasificó                         | - Mejor Traje Nacional (Top 8) - Country's Power of the Year (Top 10)  |      |
| 2020 | Simran Sharma    | Rayastán  | No clasificó                         |                                                                        |      |

### Miss Teen Internacional
: Declarada como ganadora
     : Terminó como finalista
     : Terminó como una de las semifinalistas o cuartofinalistas
     : Terminó como ganadora de premios especiales
Glamanand Group ha estado seleccionando a las representantes de la India para este concurso desde el año 2018.
| Año       | Miss Teen Internacional India | Estado             | Posición en Miss Internacional | Premios especiales                  | Ref.               |
| --------- | ----------------------------- | ------------------ | ------------------------------ | ----------------------------------- | ------------------ |
| 2023      | Mannat Siwach                 | Rayastán           | Primera finalista              | - Mejor en Pasarela de Rampa        | [ 19 ]             |
| 2022      | Rashi Parasrampuria           | Maharashtra        | Top 10                         | - Miss Teen Internacional Asia 2022 | [ 20 ]             |
| 2020-2021 | Concurso cancelado            | Concurso cancelado | Concurso cancelado             | Concurso cancelado                  | Concurso cancelado |
| 2019      | Aayushi Dholakia              | Guyarat            | Miss Teen Internacional 2019   |                                     | [ 21 ]             |
| 2018      | Ritika Khatnani               | Maharashtra        | Primera finalista              |                                     | [ 22 ]             |

### Miss Multinacional
: Declarada como ganadora
     : Terminó como finalista
     : Terminó como una de las semifinalistas o cuartofinalistas
     : Terminó como ganadora de premios especiales
Miss Multinacional es un concurso de belleza internacional con sede en Nueva Delhi organizado por Glamanand Entertainment. El concurso se llevó a cabo por primera vez en 2017.
| Año  | Miss Multinacional India | Estado      | Posición en Miss Multinacional | Premios especiales     | Ref.   |
| ---- | ------------------------ | ----------- | ------------------------------ | ---------------------- | ------ |
| 2024 | Divija Gambhir           | Nueva Delhi | Por competir                   | Por competir           | [ 24 ] |
| 2020 | Tanvi Malhara            | Nueva Delhi | Concurso cancelado             | Concurso cancelado     | [ 25 ] |
| 2018 | Simran Sharma            | Jaipur      | Top 9                          | - Mejor Traje Nacional | [ 26 ] |
| 2018 | Deepshika Sharma         | Destituida  | Destituida                     | Destituida             | [ 27 ] |
| 2017 | Shefali Sharma           | Nueva Delhi | Segunda finalista              |                        | [ 4 ]  |

## Antiguas franquicias

### Miss Internacional
De 2015 a 2022, Glamanand Group adquirió los derechos para seleccionar a los representantes de la India en el concurso Miss Internacional.
| Año  | Miss Internacional India | Estado        | Posición en Miss Internacional | Premios especiales | Ref.   |
| ---- | ------------------------ | ------------- | ------------------------------ | ------------------ | ------ |
| 2022 | Zoya Afroz               | Uttar Pradesh | No clasificó                   |                    | [ 16 ] |
| 2019 | Simrithi Bathija         | Maharashtra   | No clasificó                   |                    | [ 28 ] |
| 2018 | Tanishqa Bhosale         | Maharashtra   | No clasificó                   |                    | [ 29 ] |
| 2017 | Ankita Kumari            | Bihar         | No clasificó                   |                    | [ 30 ] |
| 2016 | Rewati Chetri            | Assam         | No clasificó                   |                    | [ 31 ] |
| 2015 | Supriya Aiman            | Bihar         | No clasificó                   |                    | [ 13 ] |

### Miss Tierra
En 2015 y 2018, Glamanand Supermodel India tuvo la franquicia para enviar representantes de la India al concurso Miss Tierra.
| Año  | Miss Tierra India | Estado      | Posición en Miss Tierra                      | Premios especiales                                             | Ref. |
| ---- | ----------------- | ----------- | -------------------------------------------- | -------------------------------------------------------------- | ---- |
| 2018 | Nishi Bhardwaj    | Nueva Delhi | No clasificó                                 | - Segunda finalista - Concurso en Traje de Resort (Grupo Aire) |      |
| 2018 | Devika Vaid       | Nueva Delhi | No pudo competir por una lesión en la pierna | No pudo competir por una lesión en la pierna                   |      |
| 2015 | Aaital Khosla     | Punyab      | No clasificó                                 | Ganadora - Desafío de cocina (Equipo Asia)                     |      |

### Miss Turismo Mundo
En 2017, Glamanand Group seleccionó a la representante de la India para este concurso.
| Año  | Miss Teen Mundo India | Estado      | Posición en Miss Turismo Mundo | Premios especiales | Ref.   |
| ---- | --------------------- | ----------- | ------------------------------ | ------------------ | ------ |
| 2017 | Ishika Taneja         | Nueva Delhi | No clasificó                   | Mujer de Negocios  | [ 34 ] |